# Odstąpienie od wymierzenia kary
Odstąpienie od wymierzenia kary – termin w polskim sądownictwie, który oznacza sądowe darowanie kary za przestępstwo z uwagi na szczególne okoliczności jego popełnienia.

## Zastosowanie
Sąd może odstąpić od wymierzenia kary w wypadkach przewidzianych w ustawie. Odstąpienie od wymierzenia kary może nastąpić wtedy, gdy przestępstwo miało niską szkodliwość społeczną. W takim wypadku odstąpienie jest możliwe „zwłaszcza, gdy rola sprawcy w popełnieniu przestępstwa była podrzędna, a przekazane informacje przyczyniły się do zapobieżenia popełnieniu innego przestępstwa”.
Sąd może również odstąpić od wymierzenia środka karnego, chociażby jego orzeczenie było obowiązkowe.
Odrębna podstawa odstąpienia od wymierzenia kary dotyczy tylko przestępstw zagrożonych karą pozbawienia wolności nieprzekraczającą lat 3 albo alternatywnie karą łagodniejszego rodzaju: grzywny lub ograniczenia wolności, zaś społeczna szkodliwość czynu nie jest znaczna. W takim wypadku sąd może ograniczyć się do orzeczenia środka karnego, jeżeli jego orzeczenie wystarczy dla spełnienia celów kary (art. 59 § 1 kodeksu karnego z 1997).
Odstąpienie od wymierzenia kary z jednoczesnym wymierzeniem środka karnego może być też jednym ze środków nadzwyczajnego złagodzenia kary.